# Těžnice
Těžnice je úsečka, na níž leží vektor tíhové síly působící na těleso. Při různé orientaci tělesa v prostoru získáme různé těžnice, avšak všechny těžnice procházejí jediným bodem, tzv. těžištěm (hmotným středem) tělesa.

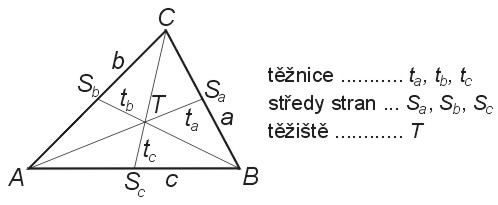
Trojúhelník, těžnice a těžiště.

V geometrii se používá v užším významu, omezeném na „fyzikální“ těžnice procházející vrcholem rovinného obrazce (obvykle používáno pro trojúhelník) nebo tělesa (obvykle používáno pro jehlan).
V trojúhelníku představuje (geometrická) těžnice úsečku, která spojuje vrchol se středem protilehlé strany.
Všechny tři těžnice se protínají v jediném vnitřním bodě trojúhelníka – těžišti, který je dělí v poměru 2:1 (těžnice od vrcholu k těžišti :  těžnice od strany k těžišti).
Ve smyslu předchozí fyzikální definice by se jednalo o těžnici při zavěšení trojúhelníku za daný vrchol. Je zajímavé, že nezáleží na tom, jestli trojúhelník chápeme jako trojici stejně těžkých hmotných bodů, trojici stran – hmotných úseček se stejnou délkovou hustotou anebo jako hmotnou plochu s konstantní plošnou hustotou.